# ゲームボーイ (ゲーム雑誌)
『ゲームボーイ』は、かつてマガジンボックスが1985年から1994年まで刊行していたゲーム雑誌である。

## 概要
1985年12月に創刊。当時販売されていた家庭用ハードのゲーム全般を紹介や漫画連載など、同時期に刊行していた『Beep!』（日本ソフトバンク）、『ハイスコア』（英知出版）、『ファミコンチャンピオン』（秋田書店）などと共に「月刊総合誌」に分類されることが多い。

## 歴史
創刊初期の誌面構成は、隔週・月2回刊の「4大ファミコン誌」（『ファミリーコンピュータMagazine』・『ファミコン通信』・『ファミコン必勝本』・『マル勝ファミコン』）に比べて、ゲーム紹介の他に「ファミコン丈」など漫画連載を盛り込むなど児童書寄りな内容だったが、任天堂ファミリーコンピュータに関する情報だけでなく、セガ・マークIIIのゲームソフト情報やウラ技情報のコーナーが1986年まで毎号掲載されていた。掲載広告にはハッカーインターナショナルやゲームソフトの買取業者やコピーツールの通販会社など、前述の4大ファミコン誌が掲載しないようなアウトローな商品を扱う会社の広告も掲載していた。
1991年以降は、前年に休刊した『ハイスコア』の読者が多く流れてきた影響もあってか、ゲーム記事の内容も徐々に変容していき、同人誌紹介コーナーなどを拡充なども始まった。速報性では週刊・隔週の他誌に敵うべくもないと割り切り「ゲーム雑誌界のポル・ポト派」と自称した「おふざけ路線」も展開していた。中には読者から他誌の『ファミコン通信』で扱ってたガバスを募り、『ファミ通』編集部に編集者が出向いて景品をもらいに行くというスタンドプレイな企画もあった。
1994年9月より雑誌名を『POWER GAMER!』（パワーゲーマー）に改題。アーケードゲームの記事中心の構成に転換するが、アーケードゲーム誌乱立に呑まれて1995年2月号を最後に廃刊。なお、2月号の発売後に廃刊が決定した関係上、いわゆる「廃刊号」は刊行されていない。

## 主な連載漫画
- ファミコン丈（ジョー）（斎藤栄一）

創刊号から連載されていた漫画。主人公の丈が毎回ゲームの世界に入り（ゲームイン）、ゲーム内の主役キャラと協力してゲームの世界を乗っ取ろうとする敵を相手に戦うという内容。後に双葉社から単行本も刊行されている（全1巻）。
- ゲーセンキッド（やすえこーじ）

主人公のさすらいの謎の少年キッドが、各地を巡る途中ゲームで対決をするという内容。タイトルに「ゲーセン」とあるが内容は家庭用ゲームを扱っていた。